# Been a Son
«Been a Son» es una canción de la banda de grunge Nirvana. Fue publicada en el primer EP de Nirvana titulado Blew, y una versión distinta en el álbum recopilatorio Incesticide del año 1992. La canción fue certificada como disco de oro en Dinamarca.

## Significado
Trata sobre la intención de los padres de Kurt Cobain de haber tenido un niño en lugar de su hermana Kim.

## Certificaciones
- Dinamarca  45 000

## Versiones
Al menos 5 versiones de la canción han sido lanzadas:
- La versión original fue un lado B al EP de 1989 Blew. La misma versión fue usada en el álbum de 2002 Nirvana
- Una versión en vivo de octubre de 1991 fue usada como lado B del sencillo «Lithium» en 1992.
- Una versión grabada en las sesiones radiales de la BBC en noviembre de 1991 fue usada en la compilación de 1992 Incesticide.
- Otra versión en vivo fue usada para el álbum de 1996 From the Muddy Banks of the Wishkah.
- Una versión acústica de 1990 apareció en el box set de 2004 With the Lights Out.

## Versiones por otros artistas
La canción fue versionada por la banda Manic Street Preachers en su compilación de rarezas Lipstick Traces (A Secret History of the Manic Street Preachers).